# Circuito de Dakar Baobabs
O Circuito de Dakar Baobabs é um autódromo localizado em Sindia, na região de Thiès, no Senegal.
Construído em 2008, é o primeiro circuito permanente da África Ocidental e, em 2009, foi o primeiro daquela região à ser homologado pela FIA. Desde 2008, recebe as 6 Horas de Dakar.

## O Circuito
O circuito possui 4.700 km e 21 curvas, misturando curvas rápidas e técnicas. Desde 2008, tirando uma pequena reforma no pitlane, o autódromo se mantém o mesmo desde que foi construído. Uma grande vantagem para o local do circuito é o clima: as chances de uma corrida ser pega pela chuva são mínimas, pois o clima geralmente permanece completamente seco de novembro a maio.

### Ligações Externas
- Página Oficial